# Pierre-Eugène Claveau
Pierre-Eugène Claveau, né à Bordeaux le 4 juin 1820, et mort dans la même ville le 7 octobre 1902, est un peintre, lithographe et caricaturiste français.

## Biographie
Élève de Gustave de Galard, il pratique son art auprès de son maître dès l'âge de 14 ans. À la mort de ce dernier, il gagne pour un temps Paris avec son collègue Joseph Félon (1818-1897), avant de se fixer définitivement à Bordeaux où il expose régulièrement. Il établit alors son atelier 46 cours de Tourny. 
Pierre Claveau s'est marié en 1842 avec Joséphine Jeanne Barbet (1823-1881), fille d'un marchand. Au moment du mariage, il est domicilié chez son père, Jacques Claveau, plâtrier, impasse de la Monnaie, n° 4. À la mort de son épouse, il vit 40 rue Répond. Pierre Claveau meurt sans laisser aucune postérité. 
Il découvre la photographie en 1857-1858 aux côtés de Barthélémy-Jules Courtès (1815-1858), un des pionniers de la photographie de la région, avec lequel il s'associe brièvement et travaille dans leur studio, situé cours de Tourny. Il y produit des photographies sur papier salé, colorisées à l'aquarelle de manière très précise, extrêmement rares, qu'il cosigne avec son collègue. Selon les spécialistes anglais Jacobson et Hamber, Claveau continuerait d'exposer des photographies après la mort de son partenaire. En 1867, il travaille encore avec un autre photographe, A. Pédroni, en reprenant la maison J. Denisse et Cie, située 42 rue Lafaurie de Maubadon, qui est elle-même le successeur de Courtès-Claveau,.
À côté d'autres techniques qu'il maîtrise, Claveau travaille ardemment l'aquarelle "où il fut réellement supérieur". Il a aussi restauré de nombreux tableaux anciens qui lui étaient confiés par des familles nobles bordelaises auprès desquelles il avait ses entrées.
Il est exposé au Musée des Beaux-Arts de Bordeaux.

## Œuvres
- Salle des fêtes du Collège de Pons (aujourd'hui disparue)
- Décorations du théâtre de Rochefort
- Quinze médaillons du café Bibent (Hôtel Gobineau) à Bordeaux en 1866[17],[18]